# Hospital Familiar de Bulnes
El Hospital Comunitario de Salud Familiar de Bulnes u Hospital Familiar de Bulnes es un recinto de salud ubicado en la ciudad de Bulnes, cual realiza sus servicios a las localidades de las comunas de Quillón y Bulnes.

## Historia
Los antecedentes del recinto hospitalario de Bulnes provienen de aproximadamente del 1900, cuando la Congregación de las Madres del Sagrado Corazón, administraron un pequeño hospital de sólo dos camas.
Tras el Terremoto de Chillán de 1939, el recinto se reduce a escombros, por lo cual es creado un hospital de campaña cual dio paso a la creación del Hospital de Bulnes hasta 1978. El actual recinto fue inaugurado el 1983.
En 2016, el recinto fue acreditado en la consideración de calidad de la atención, por parte de la Superintendencia de Salud de Chile. A pocos días de iniciar abril del año 2020, la comuna de Bulnes cifró en 43 personas contagiadas por la pandemia por coronavirus, convirtiéndose en la comuna con mayor tasa de contagiados, de los cuales 28 eran funcionarios del mismo recinto hospitalario de la localidad. Ante esto, la Dirección de Presupuestos se justificó para derogar la iniciativa que contemplaba la entrega de ambulancias al recinto hospitalario, situación que fue compartida con las localidades de Cobquecura y Portezuelo.